# Dreams Come True (gruppo musicale)
I Dreams Come True (ドリームズ・カム・トゥルー?, Dorīmuzu Kamu Turū) sono un gruppo musicale giapponese formatosi nel 1988. Il gruppo, originario di Ikeda (Hokkaidō), era inizialmente un trio e nel 2002 è divenuto un duo.

## Formazione

### Formazione attuale
- Miwa Yoshida - voce
- Masato Nakamura - basso

### Ex componenti
- Takahiro Nishikawa - tastiere, sintetizzatore (1988-2002)

## Discografia

### Album studio
- Dreams Come True (1989)
- Love Goes On... (1989)
- Wonder 3 (1990)
- Million Kisses (1991)
- The Swinging Star (1992)
- Magic (1993)
- Delicious (1995)
- Love Unlimited∞ (1996)
- Sing or Die (1997)
- The Monster (1999)
- Monkey Girl Odyssey (2001)
- Diamond 15 (2004)
- The Love Rocks (2006)
- And I Love You (2007)
- Do You Dreams Come True? (2009)
- Love Central (2010)
- Attack 25 (2014)
- The Dream Quest (2017)

### Raccolte
- Best of Dreams Come True (1997)
- Greatest Hits "The Soul" (2000)
- Dreamage (2003)
- Dreamania (2004)
- Greatest Hits "The Soul II" (2009)
- The Soul for the People (2011)